# Pouilley-Français
Pouilley-Français – miejscowość i gmina we Francji, w regionie Burgundia-Franche-Comté, w departamencie Doubs.
Według danych na rok 1990 gminę zamieszkiwały 463 osoby, a gęstość zaludnienia wynosiła 76 osób/km² (wśród 1786 gmin Franche-Comté Pouilley-Français plasuje się na 337. miejscu pod względem liczby ludności, natomiast pod względem powierzchni na miejscu 719.).